# Nitrid křemičitý
Nitrid křemičitý (Si3N4) je anorganická sloučenina, patří mezi nitridy, což jsou dvouprvkové sloučeniny dusíku s elektropozitivnějšími prvky.

## Krystalová struktura
Nitrid křemičitý tvoří tři krystalové modifikace:

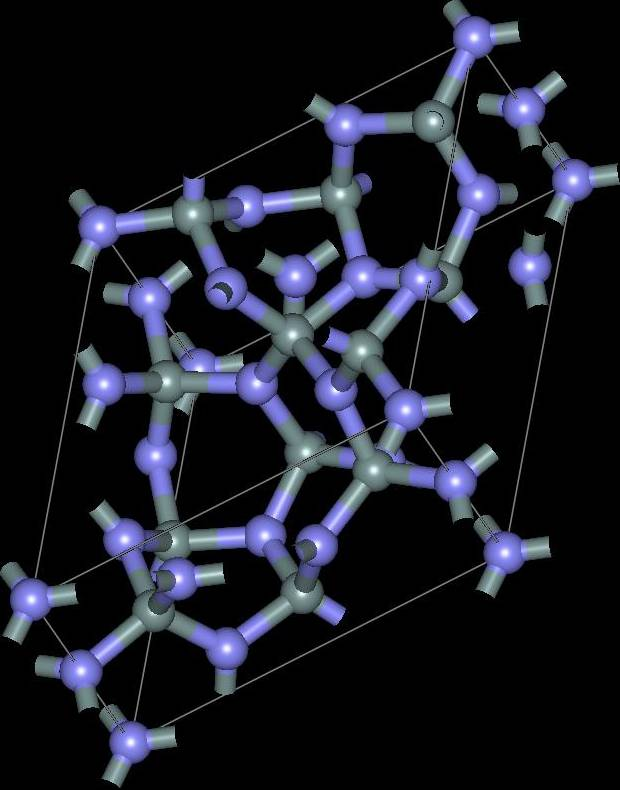
Trigonální modifikace
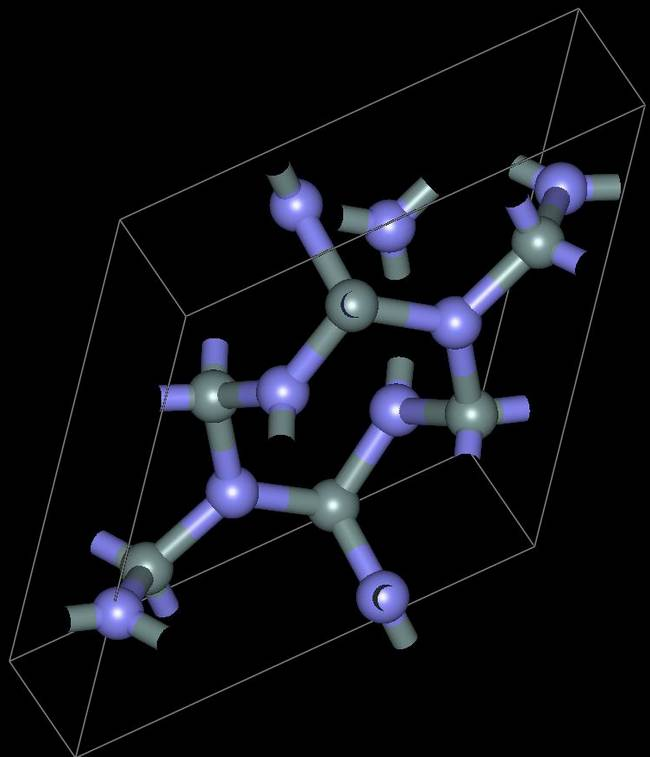
Hexagonální modifikace
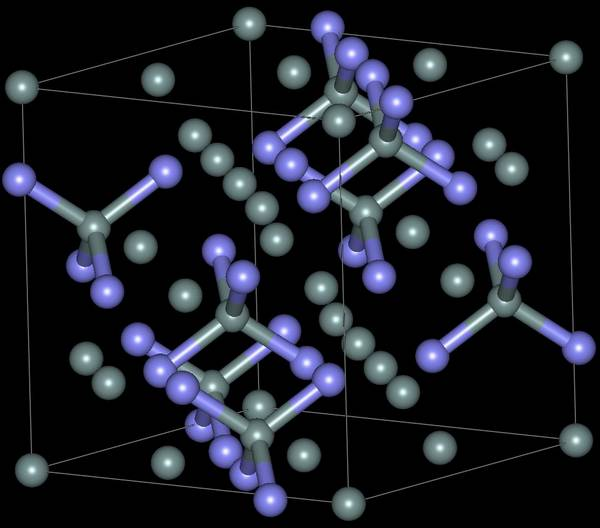
Krychlová modifikace

## Použití

### Automobilový průmysl
Jedno z nejčastějších použití nitridu křemičitého je v automobilovém průmyslu, kde se používá jako materiál na části motoru. Vyskytuje se v naftových motorech (používá se k výrobě žhavicích svíček).

### Elektronika
Nitrid křemičitý se používá jako izolant ve výrobě integrovaných obvodů.

## Podobné sloučeniny
- Karbid křemíku
- Oxid křemičitý
- Nitrid boritý